# シアトル大学
シアトル大学（英語: Seattle University）は、米国ワシントン州シアトルに本部を置くアメリカ合衆国の私立大学。1891年創立、1898年大学設置。

## 概要
ワシントン州シアトルの中心部に位置する伝統あるカトリック系私立大学。ボストンカレッジなどが所属するイエズス会大学協会のメンバーである。8つの学部に学士及び修士のプログラムがあり、7,400人以上の学生が学んでいる。公立大学に比べ学費は高いが、公立マンモス校によくみられるような大講堂を使った授業はなく、小規模ゆえにティーチング・アシスタントを通さずに直接教授の部屋で本人に質問等ができる。
建築家スティーブン・ホールが設計した聖イグナティオス礼拝堂がキャンパス内にある。
ネットなどで見られるシアトル大学東アジア校とは関係がない。

## ランキング
USニューズ&ワールド・レポート（2016年）ではシアトル大学をアメリカ西部地区で第6位にランクしている。また同誌は学士課程において金融学課程を全米で7位（北西部1位）、会計課程を13位、工学課程を33位にランクしている。また大学院レベルではエグゼクティブMBA過程が全米12位（北西部1位）、会計学課程が全米16位（北西部1位）、ロースクール・リーガルライティング課程が全米1位など幾つかのプログラムに高い評価を与えている。
ブルームバーグ ビジネスウィーク（2014年）では学士課程の経済学部を全米3位、修士課程ではビジネススクールが全米35位（北西部1位）にランクしている。

## 著名な出身者
- エルジン・ベイラー - バスケットボール選手及びジェネラル・マネージャー
- キャロライン・ケリー - シアトル・タイムズ 最高経営責任者、最高執行責任者
- ゲイリー・P・ブリンソン - ブリンソン・パートナーズ創始者、UBS Global Asset Management最高投資責任者(1990s-2000)
- ジョン・ジャンダ - プロのポーカー・プレイヤー、ワールドシリーズオブポーカー ヨーロッパ大会（2008）優勝者
- ジョン・スペルマン - 共和党の政治家、ワシントン州知事(1981-1985)
- ジョン・ホップクロフト - コンピューター科学者、フォン・ノイマンメダル(2010)受賞者
- ダフ・マッケイガン - 元ガンズ・アンド・ローゼズ、現ヴェルヴェット・リヴォルヴァーのベーシスト[2]
- デイブ・バレット - ブリティシュ・コロンビア州知事(1972-1975)
- ルー・タイス - 心理学者、コーチングの創始者
- ミギュエル・S・デマパン - 北マリアナ諸島 最高裁判所長官(1999-?)
- モハメッド・アリ・アルバー - エマール・プロパティーズ 取締役会会長、ドバイ世界貿易センター副議長(1992-2002)
- フランク・マーカウスキー - 共和党の政治家、合衆国上院議員(1981-2002)、上院資源エネルギー委員会委員長、アラスカ州知事(2002-2006)
- 齊藤四方司 - ジーク証券元取締役会長兼社長。JRA馬主。齊藤了英大昭和製紙（現・日本製紙）名誉会長の四男。
- 田北真樹子 - 日本のジャーナリスト。産経新聞正論編集長

## 交流協定校
- 上智大学
- 聖心女子大学